# Enginyeria del buit

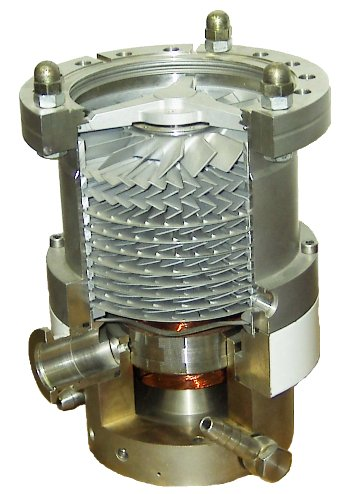
Tall de bomba de buit turbomolecular.

 L'enginyeria del buit s'ocupa dels processos tecnològics, les tècniques i l'equipament que utilitzen el buit o les pressions ultrabaixes per aconseguir més bons resultats que els que s'obtindrien sota la pressió atmosfèrica normal. Les aplicacions més difoses de la tecnologia del buit són: 
- Recobriment amb carbur de crom pirolític (PCC Coating)
- Manipulació d'objectes mitjançant urpes de buit
- Vidre antireflector
- Acoloriment del vidre
- Impregnació al buit
- Recobriment al buit
- Assecat al buit

Les màquines de pintar al buit (metal·litzats,vacuum coater) són capaces d'aplicar diferents tipus de recobriments de metall, vidre, plàstic o superfícies de ceràmica i proporcionen millor qualitat, gruix i uniformitat de color que altres mètodes. Les assecadoras al buit estan disponibles en materials delicats i estalvien quantitats significatives d'energia a causa de les baixes temperaturas d'assecat.